# Filingué
Filingué este un oraș din Niger.